# August Rappe
August Wilhelm Rappe (i riksdagen kallad Rappe i Jätsberg), född 17 februari 1850 i Ålems församling, Kalmar län, död 17 mars 1921 i Jäts församling, Kronobergs län, var en svensk friherre, godsägare och riksdagsman. Han var bror till Christopher Rappe och Emmy Rappe samt far till Lennart Rappe.
Rappe blev student vid Lunds universitet 1870 och avlade juridisk preliminärexamen 1871. Han var jordbruksförvaltare 1874–1878. Rappe var ägare till herrgården Jätsberg i Jäts socken från 1878. Som riksdagsman var han 1892–1893 och 1897–1901 ledamot av första kammaren, invald i Kronobergs läns valkrets. Rappe blev riddare av Vasaorden 1900.